# 两广杜鹃
两广杜鹃（学名：Rhododendron tsoi）为杜鹃花科杜鹃花属下的一个种。